# Pekkachilus vesica
Genre
Espèce
Pekkachilus vesica, unique représentant du genre Pekkachilus, est une espèce éteinte d'araignées aranéomorphes de la famille également éteinte des Vetiatoridae.

## Distribution
Cette espèce a été découverte dans de l'ambre de Birmanie. Elle date du Crétacé.

## Publication originale
- (en) Wunderlich, 2017 : New and rare fossil spiders (Araneae) in mid Cretaceous amber from Myanmar (Burma), including the description of new extinct families of the suborders Mesothelae and Opisthothelae as well as notes on the taxonomy, the evolution and the biogeography of the Mesothelae. Beiträge zur Araneologie, vol. 10, p. 72–279.